# 橋山
橋山是传说中的黄帝陵所在。具体所在有争议，有四处地点。
《史记·五帝本纪》记“黄帝崩，葬橋山。其孙昌意之子高阳立，是为帝颛顼也。”后世对史记的注释中：○索隐·地理志：“桥山在上郡阳周县，山有黄帝冢也”。□正义括地志:“黄帝陵在宁州罗川县东八十里子午山。地理志云上郡阳周县桥山南有黄帝冢”。桥山所在，中国学界无定论，有多种说法:17。《尔雅》曰：“山锐而高曰桥也”，或曰：水从山底经过为桥。故“桥山”得名于一种“到处都可以找到”的地形:4。
一，在今陝西省黃陵縣西北，相傳為黃帝葬處。沮水穿山而過，山狀如橋，故名。
二在今河北省涿鹿縣西南。上有黃帝和唐堯廟。魏書·太宗紀：“幸橋山，遣使者祠黃帝、唐堯廟。”
三是宁州罗川县东八十里子午岭之桥山，在今甘肃省庆阳市。四是汉置阳周桥山。